# Лерида
 Тази статия е за града в Испания.  За провинцията вижте Лерида (провинция).  
Лерида (на испански: Lérida), известен също като Лейда (на каталонски: Lleida) е град в Испания, автономна област Каталуния. Населението му е 137 327 души (по данни към 1 януари 2017 г.).

## Символ на града
- Охлюв

## Исторически забележителности
- Катедралата La Seu Vella (в превод: Старата катедрала). На мястото на днешната катедрала е имало раннохристианска и вестготска катедрала, която по-късно, след арабското завоюване на Иберийския полуостров, е преустроена през 832 г. и се използва като джамия. През 1149 г., след завладяването на града от християните граф Рамон Беренгер IV Барселонски и граф Ерменгол VI Ургелски (1149 г.), постройката е осветена отново като „Санта Мария Антиква“ и поверена на редовни каноници. През 1193 г. тя катедралният капитул нарежда построяването на нова сграда, следвайки съвременните канони на романската архитектура. Първият камък е положен през 1203 г. от крал Педро II Арагонски и граф Ерменгол VII Ургелски. Строежът продължава през цялото управление на Хайме I Арагонски. На 31 октомври 1278 г. храмът е осветен в чест на Дева Мария. Клойстерът е завършени едва през XIV в. Камбанарията е започната през XIV в. и завършена през 1431 г.[3] Порталът на Апостолите (Porta dels Apòstols) е започнат през XIV в. и завършен през XV в.[4] По време на Войната за испанското наследство (1701-1714 г.) крал Фелип V Испански окупира цялата планина край града през 1707 г., превръща я в крепост, а катедралата – в казарма. По-голямата част от вътрешната украса на църквата е изгубена и сградата все повече деградира и се превръща в забравена развалина. Междувременно в града е построена нова катедрала (Seu Nova) в бароков и неокласически стил. През 1918 г. църквата е обявена за национален паметник, но реставрационните работи могат да започнат едва през 1948 г., след като казармата е разпусната. Реставрационните работи са завършени на 12 декември 2012 г. На 2 октомври 2015 г. църквата е включена в Списъка на световното наследство на ЮНЕСКО.

## Катедралата La Seu Vella
- La Seu Vella, Катедралата в Лерида
- La Seu Vella, Катедралата в Лерида
- La Seu Vella, Лерида
- La Seu Vella, Лерида
- La Seu Vella, Лерида
- La Seu Vella, Лерида
- Каменна колона в La Seu Vella, Лерида
- Входа към катедралата La Seu Vella, Лерида
- La Suda, Лерида
- La Seu Vella, Лерида
- Стенописи в Seu Vella, Лерида
- Стенописи в Seu Vella, Лерида
- Лерида
- „Старата катедрала“, Лерида
- „Старата катедрала“, Лерида
- La Seu Vella, Лерида
- La Seu Vella, Лерида

## Изгледи от Лейда
- Град Ллейда. Изглед от La Seu Vella
- Град Ллейда. Централна улица
- Град Ллейда
- Град Ллейда

## Известни личности
Родени в Лерида
- Рикардо Винес (1875-1943), пианист

Починали в Лерида
- Гаспар де Портола (1716-1786), изследовател